# Championnat canadien de soccer
Ne doit pas être confondu avec Première ligue canadienne ou Ligue canadienne de soccer.
Le Championnat canadien (en anglais : Canadian Championship) est une compétition de soccer à élimination directe, organisée annuellement par l'Association canadienne de soccer. Cette compétition est équivalente à une Coupe du Canada de soccer.
Il permet de déterminer le club canadien qui représente le Canada et participe à la Ligue des champions de la CONCACAF, une compétition internationale organisée par la Confédération de l'Amérique du Nord, centrale et Caraïbe de football association (CONCACAF).
Le vainqueur de ce tournoi est désigné champion du Canada,.

## Histoire
L'Association canadienne de soccer organise la première édition du tournoi entre mai et juillet 2008. Le Championnat canadien est disputé depuis annuellement. Le commanditaire de la compétition est Nutrilite, le tournoi étant aussi connu sous le nom de Championnat canadien Nutrilite. Le format de cette compétition est profondément modifié en 2011 avec l'introduction d'une quatrième équipe, le FC Edmonton. À partir de 2012, la compétition est sponsorisée par Amway.

## Format

### 2008-2010
Le championnat est disputé par trois équipes : Toronto FC qui évolue en Major League Soccer ainsi que les Whitecaps de Vancouver et l'Impact de Montréal qui jouent eux en USL (2008-2009) puis en USSF Division 2. Le tournoi se déroule sous forme de poule où chaque équipe rencontre les deux autres, une fois à domicile et une fois à l'extérieur.

### 2011-2013
Entre 2011 et 2013, le tournoi est disputé par quatre équipes. Toronto, les Whitecaps de Vancouver qui intègrent la Major League Soccer en 2011, l'Impact de Montréal qui l'intègre en 2012 (en NASL en 2011) et le FC Edmonton qui évolue en NASL, ce qui correspond au deuxième niveau du soccer au Canada.
Le tournoi se dispute sous forme d'une coupe composée de deux demi-finales et d'une finale disputées en deux matchs aller-retour, avec le match retour joué chez la meilleure tête de série — les têtes de séries étant déterminées grâce au classement obtenu lors de leurs ligues respectives.

### 2014-2017
Une cinquième équipe, le Fury d'Ottawa intègre le championnat. Un tour de barrages est institué entre les deux équipes de NASL (Ottawa et le FC Edmonton) pour se qualifier en demi-finales et rejoindre ainsi les trois autres équipes. Le reste du tournoi est inchangé.
En 2015, en raison de la tenue de la Coupe du monde féminine au Canada, la finale du championnat canadien est jouée en août, soit pendant les activités de la Ligue des champions 2015-2016. Pour cette raison, à partir de 2015, le gagnant de la Coupe des Voyageurs représentera le pays lors de la Ligue des champions de la saison suivante. Exceptionnellement, pour la Ligue des champions 2015-2016, ce sont les Whitecaps de Vancouver, l'équipe canadienne qui s'est le mieux classée en MLS en 2014, qui représente le pays.

### 2018
En 2018, le championnat canadien s'est ouvert au troisième niveau du soccer du pays. Ainsi, le champion de la PLSQ, devenue depuis Ligue1 Québec et le champion de la League1 Ontario (L1O) intègrent le championnat en disputant un premier tour de qualification. En 2018, l'AS Blainville représente la PLSQ et les Blue Devils d'Oakville la L1O, l'équipe gagnante passe au second tour de qualification pour affronter le Fury d'Ottawa, seule équipe de 2e division du pays après la dissolution du FC Edmonton l'année précédente.

### 2019
En 2019, afin d'accueillir les sept équipes de la Première ligue canadienne, le format du championnat s'est restructuré à nouveau:
- Tous les clubs canadiens de la MLS, la PLCan et l'USL, le champion de la PLSQ et le champion de la L1O participent au championnat.
- Les participants d'un tour disputent le tour en matches aller-retour.
- Pour les 1er, 2e et 3e tours, les trois meilleures équipes passent au tour suivant. Pour le 4e tour, il y a seulement deux vainqueurs.
- Dans le cas d'une égalité après les matches aller-retour, le nombre de buts à l’extérieur détermine le vainqueur. Si le nombre de buts à l'extérieur ne peut pas déterminer le vainqueur, il n’y a pas de prolongations et une séance de tirs au but à la fin du match retour détermine le vainqueur.
- Bien qu'il y ait sept équipes dans la PLCan, Edmonton, Hamilton et Winnipeg sécheront le 1er tour parce que leurs propriétaires ont été des membres de la ACS avant l'établissement officiel de la PLCan.

### 2020
À cause de la pandémie de Covid-19 au Canada, le championnat ne compte que deux participants en 2020 :
- Forge FC, le champion de la saison 2020 de la Première ligue canadienne.
- Toronto FC, la meilleure franchise canadienne dans la Major League Soccer.

Les champions de la PLSQ et de la L1O ne participent finalement pas à l'édition 2020 du championnat, mais y participeront en 2021.

## Palmarès et statistiques

### Palmarès
| Édition | Vainqueur              | Deuxième               | Troisième              |
| ------- | ---------------------- | ---------------------- | ---------------------- |
| 2008    | Impact de Montréal (1) | Toronto FC             | Whitecaps de Vancouver |
| 2009    | Toronto FC (1)         | Whitecaps de Vancouver | Impact de Montréal     |
| 2010    | Toronto FC (2)         | Whitecaps de Vancouver | Impact de Montréal     |

| Édition | Vainqueur                  | Finaliste              |
| ------- | -------------------------- | ---------------------- |
| 2011    | Toronto FC (3)             | Whitecaps de Vancouver |
| 2012    | Toronto FC (4)             | Whitecaps de Vancouver |
| 2013    | Impact de Montréal (2)     | Whitecaps de Vancouver |
| 2014    | Impact de Montréal (3)     | Toronto FC             |
| 2015    | Whitecaps de Vancouver (1) | Impact de Montréal     |
| 2016    | Toronto FC (5)             | Whitecaps de Vancouver |
| 2017    | Toronto FC (6)             | Impact de Montréal     |
| 2018    | Toronto FC (7)             | Whitecaps de Vancouver |
| 2019    | Impact de Montréal (4)     | Toronto FC             |
| 2020    | Toronto FC (8)             | Forge FC               |
| 2021    | CF Montréal (5)            | Toronto FC             |
| 2022    | Whitecaps de Vancouver (2) | Toronto FC             |
| 2023    | Whitecaps de Vancouver (3) | CF Montréal            |
| 2024    | Whitecaps de Vancouver (4) | Toronto FC             |

### Bilan
| Club                   | Victoires | Saisons                                          |
| ---------------------- | --------- | ------------------------------------------------ |
| Toronto FC             | 8         | 2009, 2010, 2011, 2012, 2016, 2017, 2018 et 2020 |
| CF Montréal            | 5         | 2008, 2013, 2014, 2019 et 2021                   |
| Whitecaps de Vancouver | 4         | 2015, 2022, 2023 et 2024                         |

### Meilleurs buteurs de l'histoire du championnat
En date du 8 juin 2023
En gras : Toujours actif avec une équipe canadienne
| Rang | Nom                  | Club                   | Buts |
| ---- | -------------------- | ---------------------- | ---- |
| 1    | Sebastian Giovinco   | Toronto FC             | 6    |
| 1    | Ignacio Piatti       | Impact de Montréal     | 6    |
| 1    | Jozy Altidore        | Toronto FC             | 6    |
| 1    | Jonathan Osorio      | Toronto FC             | 6    |
| 1    | Sunusi Ibrahim       | CF Montréal            | 6    |
| 6    | Tomi Ameobi          | FC Edmonton            | 5    |
| 7    | Camilo               | Whitecaps de Vancouver | 4    |
| 7    | Dwayne De Rosario    | Toronto FC             | 4    |
| 7    | Daryl Fordyce        | FC Edmonton            | 4    |
| 7    | Jack McInerney       | Impact de Montréal     | 4    |
| 7    | Pedro Morales Flores | Whitecaps de Vancouver | 4    |
| 7    | Austin Ricci         | York United            | 4    |
| 7    | Myer Bevan           | Cavalry FC             | 4    |
| 7    | Brian White          | Whitecaps de Vancouver | 4    |

## Récompenses

### Club vainqueur
Le trophée remis au club vainqueur du tournoi est la Coupe des Voyageurs.

### Meilleur joueur
Le meilleur joueur du tournoi reçoit le Trophée commémoratif George-Gross (en).
| Édition | Meilleur joueur    | Club                   |
| ------- | ------------------ | ---------------------- |
| 2008    | Matt Jordan        | Impact de Montréal     |
| 2009    | Dwayne De Rosario  | Toronto FC             |
| 2010    | Dwayne De Rosario  | Toronto FC             |
| 2011    | Joao Plata         | Toronto FC             |
| 2012    | Ryan Johnson       | Toronto FC             |
| 2013    | Justin Mapp        | Impact de Montréal     |
| 2014    | Justin Mapp        | Impact de Montréal     |
| 2015    | Russell Teibert    | Whitecaps de Vancouver |
| 2016    | Benoît Cheyrou     | Toronto FC             |
| 2017    | Sebastian Giovinco | Toronto FC             |
| 2018    | Jonathan Osorio    | Toronto FC             |
| 2019    | Ignacio Piatti     | Impact de Montréal     |
| 2021    | Sebastian Breza    | CF Montréal            |
| 2022    | Ryan Gauld         | Whitecaps de Vancouver |
| 2023    | Julian Gressel     | Whitecaps de Vancouver |
| 2024    | Isaac Boehmer      | Whitecaps de Vancouver |

### Meilleurs buteurs
| Édition | Meilleur joueur                                                                                  | Club                                              | Buts |
| ------- | ------------------------------------------------------------------------------------------------ | ------------------------------------------------- | ---- |
| 2008    | Roberto Brown Rohan Ricketts (en) Eduardo Sebrango                                               | Impact de Montréal Toronto FC Vancouver Whitecaps | 2    |
| 2009    | Dwayne De Rosario                                                                                | Toronto FC                                        | 3    |
| 2010    | Philippe Billy Peter Byers Chad Barrett Dwayne De Rosario Ty Harden Marcus Haber Ansu Toure (en) | Impact de Montréal Toronto FC Vancouver Whitecaps | 1    |
| 2011    | Maicon Santos                                                                                    | Toronto FC                                        | 3    |
| 2012    | Reggie Lambe Ryan Johnson Sébastien Le Toux Éric Hassli                                          | Toronto FC Vancouver Whitecaps                    | 2    |
| 2013    | Camilo                                                                                           | Vancouver Whitecaps                               | 3    |
| 2014    | Jack McInerney                                                                                   | Impact de Montréal                                | 3    |
| 2015    | Tomi Ameobi                                                                                      | FC Edmonton                                       | 4    |
| 2016    | Jonathan Osorio Jordan Hamilton Nicolás Mezquida                                                 | Toronto FC Vancouver Whitecaps                    | 2    |
| 2017    | Sebastian Giovinco                                                                               | Toronto FC                                        | 3    |
| 2018    | Jonathan Osorio Jozy Altidore Kei Kamara                                                         | Toronto FC Whitecaps de Vancouver                 | 3    |
| 2019    | Ignacio Piatti                                                                                   | Impact de Montréal                                | 4    |
| 2021    | Austin Ricci                                                                                     | Valour FC                                         | 3    |
| 2022    | Sunusi Ibrahim                                                                                   | CF Montréal                                       | 3    |
| 2022    | Brian White (en)                                                                                 | Whitecaps de Vancouver                            | 3    |
| 2022    | Myer Bevan                                                                                       | Cavalry FC                                        | 3    |
| 2023    | Sunusi Ibrahim                                                                                   | CF Montréal                                       | 3    |
| 2024    | Deandre Kerr                                                                                     | Toronto FC                                        | 5    |